# Mariplanellidae
Ordre
Famille
Les Mariplanellidae sont une famille de vers plats marins. C'est l'unique famille de l'ordre des Mariplanellida, qui appartient au sous-embranchement des Rhabditophora.

## Écologie
Malgré leur petite taille, des espèces de Mariplanellidae du genre Mariplanella ont été observées parasitées par des sporozoaires du genre Rhytidocystis.

## Systématique
Les noms valides complets (avec auteur) de ces taxons sont :
- pour l'ordre : Mariplanellida Van Steenkiste & Leander, 2022[2]
- pour la famille : Mariplanellidae Ax & Heller (d), 1970[2].

### Synonyme
Mariplanellidae a pour synonyme Mariplanellinae Ax & Heller, 1970, autrefois sous-famille de la famille des Trigonostomidae.

### Liste des genres
Selon la base de données World Register of Marine Species (11 novembre 2023), la famille des Mariplanellidae contient trois genres :
- Lonchoplanella Ehlers, 1974
- Mariplanella Ax & Heller, 1970
- Poseidoplanella Willems, Artois, Vermin, Backeljau & Schockaert, 2005

## Publication originale

### Pour l'ordre des Mariplanellida
- Van Steenkiste, N. W. L.; Leander, B. S. (2022). The molecular phylogenetic position of Mariplanella piscadera sp. nov. reveals a new major group of rhabdocoel flatworms: Mariplanellida status novus (Platyhelminthes: Rhabdocoela). Organisms Diversity & Evolution.  lire

### Pour la famille des Mariplanellidae
- (de) P. Ax et R. Heller, « Neue Neorhabdocoela (Turbellaria) vom sandstrand der Nordsee-inseln Sylt », Mikrofauna des Meeresbodens, 1970, vol. 2, p. 55–98lire.

### Pour l'ordre des Mariplanellida
- (en) Catalogue of Life : Mariplanellida Van Steenkiste & Leander, 2022 (consulté le 11 novembre 2023)
- (fr + en) GBIF : Mariplanellida (consulté le 11 novembre 2023)
- (en) NCBI : Mariplanellida (taxons inclus) (consulté le 11 novembre 2023)
- (en) WoRMS : Mariplanellida Van Steenkiste & Leander, 2022 (+ liste espèces) (consulté le 11 novembre 2023)

### Pour la famille des Mariplanellidae
- (en) Catalogue of Life : Mariplanellidae Ax & Heller, 1970 (consulté le 9 novembre 2023)
- (fr + en) GBIF : Mariplanellidae (consulté le 9 novembre 2023)
- (en) NCBI : Mariplanellidae (taxons inclus) (consulté le 9 novembre 2023)
- (en) WoRMS : Mariplanellidae Ax & Heller, 1970 (+ liste espèces) (consulté le 9 novembre 2023)